# Меньшов, Виктор Иванович
Ви́ктор Ива́нович Меньшо́в (25 июля 1935, пос. Борок Поспелихинского района Алтайского края — 15 мая 2016, Москва) — ведущий корабел-среднетоннажник Советского Союза, советский государственный деятель, российский промышленник.

## Биография
Русский. Родился в крестьянской семье переселенцев из Бейковского района Рязанской губернии, рос без отца.
- В 1952 г. окончил Поспелихинскую среднюю школу № 48.
- В 1958 году окончил Ленинградский кораблестроительный институт по специальности «судостроение и судоремонт».
- С 1958 по 1965 — работал помощником мастера цеха № 1, мастером, конструктором, строителем спецкатеров по обслуживанию гидросамолётов на Ярославском судостроительном заводе.
- 1965—1970 — главный инженер ОКБ завода, начальник ОКБ завода.
- 1970—1971 — заместитель главного инженера завода.
- В 1971—1977 г. — главный инженер Ярославского судостроительного завода.
- В 1977 г. переведён в Министерство судостроительной промышленности СССР (МСП) на должность заместителя главного инженера — начальника технического отдела 8-го главного производственного управления МСП.
- 1982—1990 — секретарь партийного комитета КПСС МСП СССР.
- С 1990 по 1991 — управляющий делами Минсудпрома в ранге заместителя общесоюзного Министра.
- В 1991—1992 гг. — начальник 8-го ГПУ МСП.
- С 1992 года по 2007 работал вице-президентом ОАО «Судотрансрыбфлот».

Член бюро Московского горкома КПСС.
В браке с 1955 г. с Клавдией Ивановной Киселёвой, главным врачом НИИ педиатрии и детской хирургии, уроженкой д. Зенькова Спасского р-на Приморского края. Имеет двух детей и трёх внуков.

## Награды
- Премия Совета Министров СССР (1985)
- Орден Трудового Красного Знамени (1971)
- Орден «Знак Почёта» (1981)
- Серебряная медаль ВДНХ
- Медали «Ветеран труда»
- Медаль «В память 850-летия Москвы»
- Юбилейная медаль «300 лет Российскому флоту»
- Неоднократный победитель и призёр социалистических соревнований
- Юбилейная медаль «Двадцать лет Победы в Великой Отечественной войне 1941—1945 гг.»
- Медаль «За доблестный труд. В ознаменование 100-летия со дня рождения Владимира Ильича Ленина»
- «Отличник погранвойск» II степени
- Медаль «Столетие подводных сил»
- Медаль «50 лет атомному подводному флоту России»
- Медаль «Министр кораблестроения Б. Е. Бутома 1907—2007»
- Медаль «50 лет победы в Великой Отечественной войне 1941—1945 гг.»
- Медаль «80 лет Великой Октябрьской социалистической революции»
- Медаль «Маршал Советского Союза Жуков»
- Медаль «90 лет Великой Октябрьской социалистической Революции»
- Медаль «65 лет Победы»
- Медаль «130 лет со дня рождения Иосифа Виссарионовича Сталина»